# رالف فرمن
رالف دیوید فرمن جونیور (‎ایرلندی: Ralph David Firman Jr.‎؛ زادهٔ ۲۰ مهٔ ۱۹۷۵ در نوریچ، نورفک) رانندهٔ سابق مسابقات اتومبیل‌رانی فرمول یک اهل ایرلند است که در فصل ۲۰۰۳ در مجموع در پانزده گراند پری شرکت کرد.
فرمن در طول دوران فعالیت خود در فرمول یک تنها ۱ امتیاز را به نام خود به‌ثبت رساند.